# Agrostia
Agrostia is een geslacht van Phasmatodea uit de familie Pseudophasmatidae. De wetenschappelijke naam van dit geslacht is voor het eerst geldig gepubliceerd in 1906 door Redtenbacher.

## Soorten
Het geslacht Agrostia omvat de volgende soorten:
- Agrostia amoena Redtenbacher, 1906
- Agrostia bipunctata Redtenbacher, 1906
- Agrostia ega (Westwood, 1859)